# John Walton, Baron Walton of Detchant
John Nicholas Walton, Baron Walton of Detchant (* 16. September 1922; † 21. April 2016) war ein britischer Arzt für Neurologie und seit 1989 Mitglied des House of Lords.

## Leben

### Neurologe und Ärzte- sowie Medizinfunktionär
Nach dem Schulbesuch absolvierte Walton ein Studium der Medizin an der Newcastle Medical School, die damals noch zur University of Durham gehörte. Nach Abschluss des Studiums war er als Arzt tätig und spezialisierte sich auf Neurologie.
Seit Mitte der 1970er Jahre übernahm er zunehmend Funktionen in nationalen ärztlichen und medizinischen Organisation und war unter anderem zwischen 1974 und 1978 Mitglied des Medizinischen Forschungsrates (Medical Research Council) sowie von 1980 bis 1982 Präsident der British Medical Association (BMA). Anschließend übernahm er 1982 das Amt des Präsidenten des General Medical Council (GMC) und übte dieses bis 1989 aus. Zugleich war er in dieser Zeit zwischen 1984 und 1986 Präsident der Royal Society of Medicine und von 1987 bis 1988 auch Präsident der Vereinigung britischer Neurologen (Association of British Neurologists).
Zuletzt engagierte sich Walton auch in internationalen Fachärzteverbänden und war zunächst zwischen 1987 und 1989 Erster Vizepräsident sowie anschließend von 1989 bis 1997 Präsident der Weltföderation der Neurologie (World Federation of Neurology).
Aufgrund seiner langjährigen Verdienste wurde er unter anderem Mitglied der Norwegischen Akademie der Wissenschaften.

### Oberhausmitglied
1989 wurde Walton durch ein Letters Patent als Life Peer mit dem Titel Baron Walton of Detchant, of Detchant in the County of Northumberland in den Adelsstand erhoben. Am 24. Juli 1989 erfolgte seine Einführung (Introduction) als Mitglied des House of Lords. Im Oberhaus gehörte Lord Walton zu den parteilosen Peers, den sogenannten Crossbencher.
Während seiner langjährigen Mitgliedschaft im House of Lords war er zwischen 1992 und 1996 sowie erneut von 1997 bis 2001 Mitglied des Oberhausausschusses für Wissenschaft und Technologie. Während seiner ersten Ausschussmitgliedschaft war er zudem zwischen 1993 und 1994 Vorsitzender des Ausschusses für Ethik in der Medizin.
Auch nach seinem Eintritt in den Ruhestand als Arzt engagierte sich Lord Walton weiter in zahlreichen ärztlichen Organisationen wie zum Beispiel als Präsident des College of Occupational Therapists, der Neuroscience Research Foundation und der Durham and Newcastle Medical Graduates Association. Des Weiteren war er Vizepräsident der Epilepsy Research Foundation und der Parkinson’s Disease Society.
Darüber hinaus war er auch für andere Institutionen tätig und fungierte beispielsweise als Verwaltungsratsmitglied der Newcastle University sowie als Präsident des Golfclubs von Bamburgh Castle, des Belford Development Trust und der Belford Show. Ferner war Lord Walton Vizepräsident des Guideposts Trust sowie der Research Defence Society.